# Хутор имени Кирова (Георгиевский район)
И́мени Ки́рова — хутор в составе Георгиевского района (городского округа) Ставропольского края Российской Федерации.

## География
На автодороге Р262, на реке Кума.
На севере: канал Широкий
На востоке: станица Александрийская.
На юго-западе: Государственный заповедник Дебри, хутор Садовый
На севере-западе: ручей Карамык
Расстояние до краевого центра: 136 км.
Расстояние до районного центра: 18 км.

## История
Хутор Жабин (Жабина) основан в 1857 году в двух верстах о станицы Александрийской.
На 1 июля 1914 года проживало 87 человек (казаки, православные).
В советское время в административном отношении входил в состав Александрийского сельсовета Александрийского района Терского округа. По данным Всесоюзной переписи населения 1926 года состоял из 45 дворов; общее число его жителей составляло 186 человек (93 мужчины и 93 женщины):16—17.
До 1 июня 2017 года хутор находился в составе территории сельского поселения Александрийский сельсовет.

## Население
| 1926 | 1989 | 2002 | 2010 | 2014 | 2023 |
| ---- | ---- | ---- | ---- | ---- | ---- |
| 186  | ↘127 | ↗136 | ↗260 | ↗300 | ↘200 |

По данным переписи 2002 года, 79 % населения — русские.

## Инфраструктура
Ближайшая остановка общественного транспорта около 800 метров от жилых домов на трассе Минеральные Воды — Георгиевск.
Хутор полностью газифицирован, центральное электроснабжение, водоснабжение.
Хутор состоит из одной улицы (90 домов), которая начинается и заканчивается на трассе Минеральные Воды — Георгиевск. От неё есть ответвление к «новым домам», так же имеющее кольцевидную форму и возвращающееся на основную улицу хутора. Названия у улицы нет.

## Связь и телекоммуникации
В 2016 году в хуторе введена в эксплуатацию точка доступа к сети Интернет (передача данных осуществляется посредством волоконно-оптической линии связи).